# Cybaeus tetricus
Cybaeus tetricus är en spindelart som först beskrevs av Carl Ludwig Koch 1839.  Cybaeus tetricus ingår i släktet Cybaeus och familjen vattenspindlar. Inga underarter finns listade i Catalogue of Life.